# Гёттлинг, Карл Вильгельм
Карл Вильгельм Гёттлинг (нем. Karl Wilhelm Göttling; 19 января 1793, Йена (город) — 20 января 1869, Йена (город)) — немецкий филолог-классик и археолог. Корреспондент Гёте.

## Биография и деятельность
В 1814 году принимал участие в походе на Францию. Преподавал в гимназии в Рудольштадте (1816—1819). Был профессором классической филологии в Йенском университете, где по его инициативе был основан археологический музей.

## Издания
Главные его труды:
- издания «Politika» (Йена, 1824) и «Оесоnomicus» Аристотеля (1830) и «Творений» Гесиода (Гота, 1831);
- «Allgemeine Lehre vom Accent der Griechischen Sprache» (Йена, 1835);
- «Geschichte der römischen Staatsverfassung bis zu Cäsars Tod» (Галле, 1840).

Прочие:
- «Ueber das Geschichtliche im Nibelungenliede»;
- «Fünfzehn röm. Urkunden»;
- «Theodosii grammatica» (Лейпциг, 1822);
- его мелкие работы собраны в «Gesammelte Abhandlungen aus dem Klassischen Alterthum» (Галле и Мюнхен, 1851—63) и «Opuscula academica» (Лпц., 1869);

После его смерти немецкий историк философии К. Фишер (1824—1907) издал его переписку с Гёте: «G-s Briefwechsel mit Goethe 1824 bis 1831» (Мюнхен, 1880).